# Caprella andreae
Caprella andreae är en kräftdjursart som beskrevs av Mayer 1890. Caprella andreae ingår i släktet Caprella och familjen Caprellidae. Inga underarter finns listade i Catalogue of Life.